# Theatrhythm Final Fantasy: Curtain Call
Theatrhythm Final Fantasy: Curtain Call är ett rytmspel som utvecklats och publicerats av Square Enix till Nintendo 3DS. Spelet är en uppföljare till Theatrhythm Final Fantasy från 2012 och den andra titeln i serien. Det bygger på föregående spel och har samma spelmekaniker.
Spelet släpptes april 2014 i Japan och september i Europa och Nordamerika.